# Melchiorre Gherardini
Melchiorre Gherardini, zwany Il Ceranino (ur. 1607 w Mediolanie, zm. 1668 tamże) – włoski malarz epoki baroku, uczeń i zięć Giovanniego Battisty Crespiego.

## Życiorys
Gherardini urodził się w Mediolanie w 1607 roku. Kariera artystyczna Gherardiniego związana jest z rodziną jego mistrza i teścia Giovanniego Battisty Crespiego, zwanego Il Cerano. Gherardini poślubił córkę Crespiego Camillę, również malarkę. Po śmierci teścia w 1632 roku artysta przejął jego dom i warsztat. Spod pędzla Gherardiniego wychodziły dzieła o tematyce religijnej, z których wiele powstało według wzorców wypracowanych w warsztacie teścia. Artysta dokończył wiele prac rozpoczętych przez Crespiego. Pseudonim Il Ceranino jest odniesieniem do pseudonimu mistrza Il Cerano.

## Wybrane dzieła
- Zaślubiny Dziewicy Maryi[2] – ok. 1640, olej na płótnie 450 × 300 cm, Kościół św. Józefa, Mediolan
- Święty Jerzy walczący ze smokiem[3] – lata 40. XVII w., olej na desce orzechowej 33 × 25,3 cm, Zamek Królewski w Warszawie

## Galeria

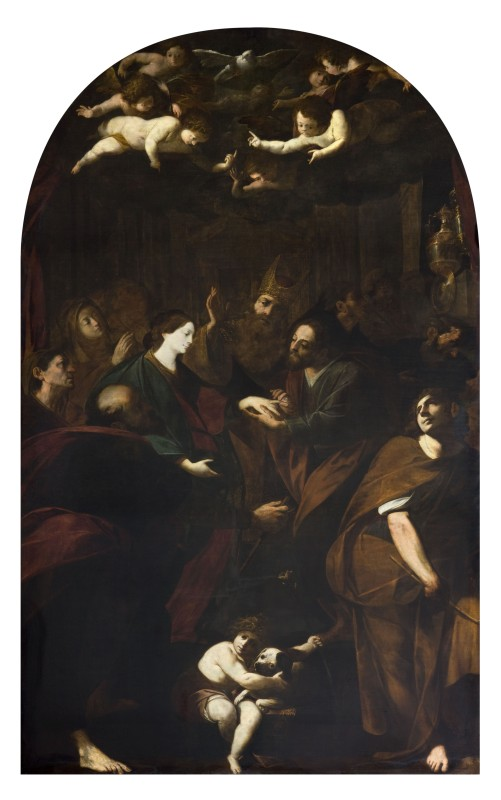
Zaślubiny Dziewicy Maryi, ok. 1640
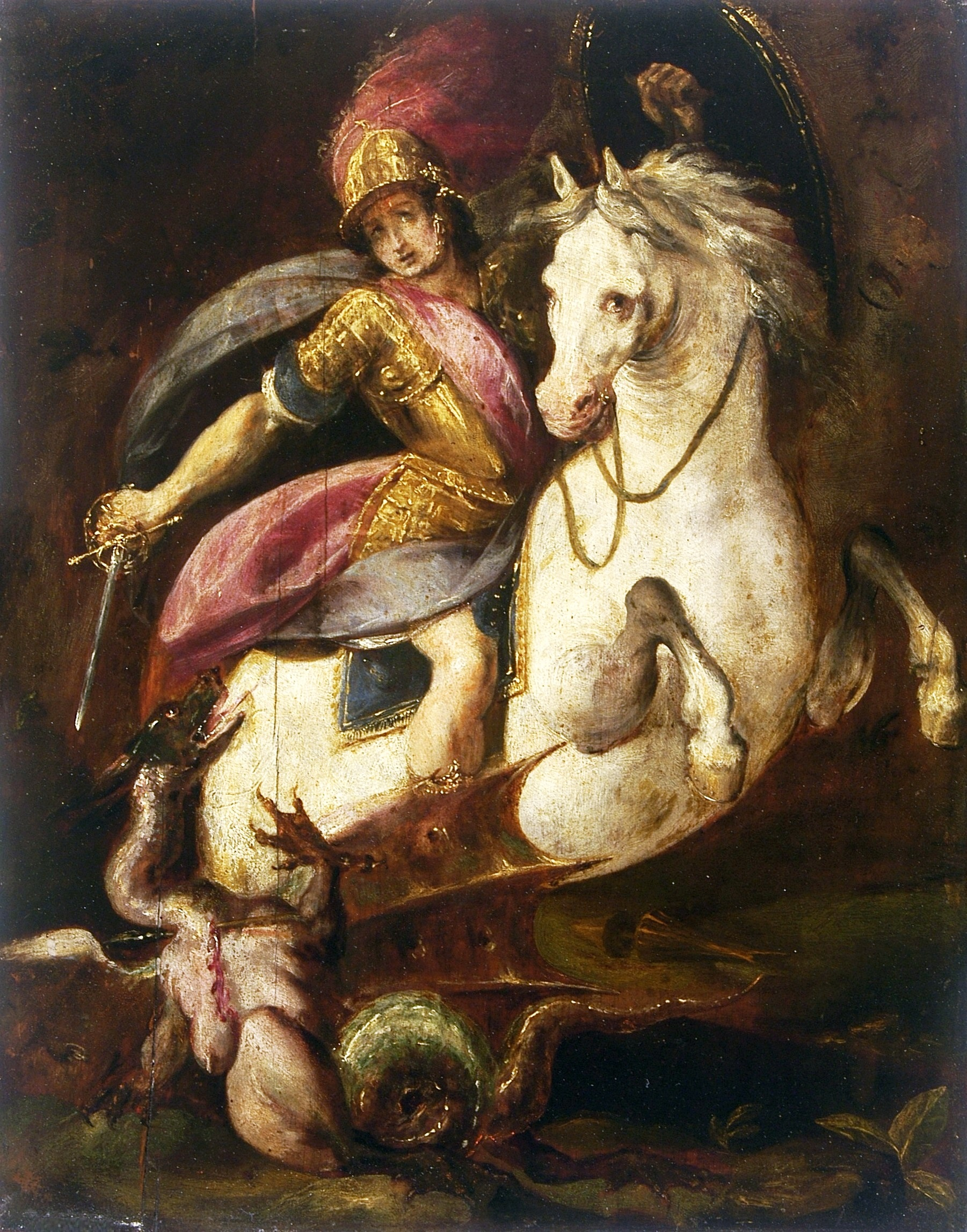
Święty Jerzy walczący ze smokiem, lata 40. XVII w.